# Polatlı
Polatlı – miasto w Turcji w prowincji Ankara.
Według danych na rok 2000 miasto zamieszkiwało 79 992 osób.